# Sjundeå Sparbank
Sjundeå Sparbank (fi. Siuntion Säästöpankki) bildades år 1876 och var en självständig sparbank i Sjundeå i landskapet Nyland. Sparbanken i Sjundeå verkade som självständig bank fram till 1991, då den gick samman med sju andra nyländska sparbanker och bildade sparbanken Aktia. Banken hade kontor i Sjundeå kyrkby och vid Sjundeå station. Den sista bankdirektören var Frey Karlsson som styrde banken från 1966.

## Historia
Sparbanken i Sjundeå grundades av Thomas Adlercreutz på Sjundby gård år 1876. I Sjundby slott finns ett bankvalv bevarat. Banken fungerade på Sjundby fram till år 1915. Banken var 114 år gammal när den 1991 gick samman med sju andra nyländska sparbanker och bildade sparbanken Aktia.
Bankens första låntagare var kapten Wilhelm von Kræmer.

## Sparbanksstiftelsen i Sjundeå
Sparbanksstiftelsen i Sjundeå är en stiftelse som grundades 1993 i samband med ombildandet av sparbanken Aktia till ett sparbanksaktiebolag. Stiftelsens ändamål är att föra vidare traditionerna från Sparbanken i Sjundeå, att främja sparandet och stöda hembygden.